# باري بي. ليفين
باري بي. ليفين (بالإنجليزية: Barry B. Levine) هو عالم اجتماع أمريكي، ولد في 1941.